# 609 (szám)
A 609 (római számmal: DCIX) egy természetes szám, szfenikus szám, a 3, a 7 és a 29 szorzata.

## A szám a matematikában
A tízes számrendszerbeli 609-es a kettes számrendszerben 1001100001, a nyolcas számrendszerben 1141, a tizenhatos számrendszerben 261 alakban írható fel.
A 609 páratlan szám, összetett szám, azon belül szfenikus szám, kanonikus alakban a 31 · 71 · 291 szorzattal, normálalakban a 6,09 · 102 szorzattal írható fel. Nyolc osztója van a természetes számok halmazán, ezek növekvő sorrendben: 1, 3, 7, 21, 29, 87, 203 és 609.
A 609 négyzete 370 881, köbe 225 866 529, négyzetgyöke 24,67793, köbgyöke 8,47629, reciproka 0,001642. A 609 egység sugarú kör kerülete 3826,45985 egység, területe 1 165 157,025 területegység; a 609 egység sugarú gömb térfogata 946 107 504,3 térfogategység.